# Brian the Sun
Brian the Sun（ブライアンザサン）は、日本の大阪出身・在住の4人組ロックバンドである。現在は活動休止中。

## メンバー
- 森良太（もり りょうた、1990年5月2日（35歳） - ）ボーカル、ギター、Brian the Sunの全ての楽曲の作詞・作曲を担当。
血液型AB型。
母親はかつてメジャーデビューした事もあるミュージシャンのPiapi（ぴあぴ）。
幼稚園時から小学6年まで合唱団に入団。
13歳からギターを始める。中学時代はストリートミュージシャンとして活動していた[1]。
音楽以外にも写真や絵、文章を書く事に長けており、中でも写真はフィルムとデジタルを使い分け自身でフィルムの現像をするなど造詣が深く、友人や先輩ミュージシャンからアーティスト写真やライブ写真の依頼がある程の腕前である。
好きなタイプはヘレナ・ボナム＝カーター。
現在はソロで活動を行っており「森良太」「YOWLL」「Project Open Source」「うしろめたさP」などで活動を行っている。
- 白山治輝（しろやま はるき、1991年2月26日（34歳） - ）ベース、コーラス担当。
身長163cm。血液型O型。四人家族の長男で妹がいる。
アイドル好きとして知られており、過去タワーレコードあべのHoop店にてライターとしてAKB48等の新譜CDについてコメントを書いていた[2]。将来はつんく♂のようにプロデュース業もやってみたいと発言している。乃木坂46の推しメンは伊藤万理華、NMB48では門脇佳奈子。
DJ格下という名義でDJとしてイベントに出演することもある。将来の目標はラップもできるマルチタレント。
サウナ好きが高じて2020年8月にサウナ・スパ健康アドバイザーの資格を取得[3]。
- 小川真司（おがわ しんじ、1990年9月19日（34歳） - ）ギター、コーラス担当。
身長175cm。血液型A型。三人兄弟の末っ子。
2代目Brian the Sunギタリスト。2007年に当時のギターが勉学を理由に脱退し、その後ライブハウスで知り合った小川が加入することになった。ギターを専門的に習った経歴はなく、「学生時代はギターを持っているというだけで全然弾けなかった」と語っている[4]。
影響を受けたギタリストにTHEE MICHELLE GUN ELEPHANTのアベフトシ、レッド・ホット・チリ・ペッパーズのジョン・フルシアンテ、ラリー・カールトン、リー・リトナーを挙げている。
好きなタイプはショートカットで身長の低い女性。
2019年、趣味の延長としてスキンケアマイスターの資格を取得[5]。また最近は髭脱毛を始めるなど[6]。
- 田中駿汰（たなか しゅんた、1991年11月28日（33歳） - ）ドラム、コーラス担当。
血液型B型。最年少。The Musiqueのメンバー[7]として出演した閃光ライオットにて知り合ったことをきっかけに2010年以降サポートドラマーとして参加。2011年に正式加入。
小学生時代の音楽の先生がドラムセットを音楽室においていたのをきっかけにドラムに出会い、中高と吹奏楽部でドラムを担当する。
実家で飼っているシーズーの「ソラ」がたびたびブログなどに登場する[8]。
映画を観たり本を読むのが好きで、グッズでブックカバーをプロデュースして販売した事がある。

## 略歴
- 2007年
同じ高校だった森良太と白山治輝が中心となり大阪にて結成。バンド名は白山の提案によりArctic Monkeysの楽曲Brianstormより命名。
- 2008年
8月：閃光ライオットに出演。約5000組の中から準グランプリに選ばれる。
11月：コンピレーションアルバム「閃光ライオット2008」に参加。メンバーの受験を理由に活動休止。
- 2009年
3月：活動再開。復活企画イベントとして閃光花火vol.1開催。
7月：東名阪ツアーを決行。
- 2010年
1月：鎌田（Dr.）松倉（Gt.）が脱退。現メンバー小川真司（Gt.）、元メンバー森下亜美（Dr.）加入。
2月：全国的にツアーを決行。
3月：第2回蒼き賞の番組テーマソング「Naked Blue」がTokyo FM着うたランキング5週連続1位を記録。
7月：森下亜美（Dr.）脱退。一時的に池田ゆか里がサポートベースとして加入し、白山（Ba.）がドラムを担当。
11月：天王寺Fireloopにて初ワンマン決行。
- 2011年
4月：現メンバー田中駿汰（Dr.）が正式に加入。全国的ツアー決行。
- 2012年
7月：初の全国流通盤シングル「Sister」をリリース。KONAMIの音楽シミュレーションゲームjubeat plusに“Brian the Sun”PACK登場。
8月：大阪、東京でワンマン決行。
- 2013年
3月：2ndシングル「Baked Plum Cake」リリース。Baked Plum Cakeツアー開催。
6月：1stフルアルバム『NON SUGAR』リリース。大阪福島2ndLINEにてワンマンライブNON SUGAR開催。KANA-BOONとの2マンライブ激ブライアンカナブンブン丸開催。
7月：ZIP-FMで放送中のFIND OUT内にて毎週月曜日24:30からNON SUGAR RADIOを担当。
10月～：NON SUGARツアー開催。
- 2014年
3月12日：1stミニアルバム『彼女はゼロフィリア』をリリース。
4月12日・13日・19日：レコ発ワンマンLIVE “彼女はゼロフィリア”。
11月〜："Brian the 燦々" Tour 2014-2015、11/14＠神戸VARITを皮切りにスタート。
12月3日：2ndフルアルバム『Brian the Sun』をリリース。
- 2015年
2月〜：スペースシャワー列伝 JAPAN TOUR 2015、福岡DRUM Be-1を皮切りにスタート。
5月6日：配信限定シングル「Absolute Zero」をリリース。
11月25日：2ndミニアルバム『シュレディンガーの猫』をリリース。"マタタビ ツアー 2015→2015" スタート。
- 2016年
1月：EPICレコードジャパンからのメジャーデビューを発表。
6月1日：メジャーデビューシングル「HEROES」をリリース。
6月2日～：「Brian the Sun TOUR 2016 “HEROES“」を開催。
9月7日：メジャー2ndシングル「Maybe」をリリース。
10月28日～：Brian the Sun TOUR 2016「Maybe」を開催。
- 2017年
1月11日：メジャー1stフルアルバム『パトスとエートス』をリリース。
3月3日～：Brian the Sun TOUR 2017『パトスとエートス』を開催。
7月5日：メジャー1stミニアルバム『SUNNY SIDE UP』をリリース。
10月1日、9日：自主企画イベント「10th Anniversary Special『ブライアンフェス』」を開催。
11月15日：メジャー3rdシングル「カフネ」をリリース。
- 2018年
1月10日：メジャー2ndフルアルバム『the Sun』をリリース。
2月22日～：Brian the Sun TOUR 2018『the Sun』を開催。
9月20日、22日：Brian the Sun presents「Four Bright Lights」を開催。
10月28日：配信限定シングル「Lonely Go!(アニメver.)」をリリース。
12月11日、22日：Brian the Sun presents「Four Bright Lights」を開催。
- 2019年
1月9日：メジャー4thシングル「Lonely Go!」をリリース。
3月13日：メジャー3rdフルアルバム『MEME』をリリース。
3月16日～：Brian the Sun TOUR 2019『Lonely Go!』を開催。
8月18日・29日：Brian the Sun World Tour 2019『MEME』を開催。
11月20日：メジャー5thシングル「パラダイムシフト」をリリース。
- 2020年
9月25日： 無観客配信ライブ「Live-Rally」- Brian the Sun 生配信で全曲披露！！83曲いったい何時間かかるのか？！ウルトラハイパーチャレンジライブ- 開催
これまでにリリースした全楽曲と新曲を合わせて全83曲を演奏、9時間15分となるライブを完走。
10月16日～：Brian the Sun TOUR 2020『LIVE PARADE』を開催。
12月02日：ベストアルバム『BEST PARADE』をリリース。

- 2020年、年内で活動休止。

## ディスコグラフィ

### シングル
|            | 発売日         | タイトル               | 規格             | 規格品番                                                                   | 最高位     | 収録アルバム                                                           |            |
| 自主製作盤 | 自主製作盤     | 自主製作盤             | 自主製作盤       | 自主製作盤                                                                 | 自主製作盤 | 自主製作盤                                                             | 自主製作盤 |
| ---------- | -------------- | ---------------------- | ---------------- | -------------------------------------------------------------------------- | ---------- | ---------------------------------------------------------------------- | ---------- |
| 1st        | 2009年7月12日  | Canary                 | CD               |                                                                            |            | 13月の夜明け(Brian the Sun) シュレディンガーの猫(シュレディンガーの猫) |            |
| 2nd        | 2010年2月6日   | Baked plum cake E.P    | CD               |                                                                            |            | NON SUGAR                                                              |            |
| 3rd        | 2010年8月5日   | 都会の泉               | CD               |                                                                            |            | シュレディンガーの猫                                                   |            |
| 4th        | 2011年4月2日   | cloudy#2/Hello Goodbye | CD               |                                                                            |            | パトスとエートス/(未収録)                                              |            |
| 5th        | 2011年11月30日 | 虹/はちみつ            | CD               |                                                                            |            | シュレディンガーの猫/NON SUGAR                                         |            |
| 全国流通盤 |                |                        |                  |                                                                            |            |                                                                        |            |
| 1st        | 2012年7月4日   | Sister                 | CD               | PTBC-0001                                                                  |            | NON SUGAR                                                              |            |
| 2nd        | 2013年3月6日   | Baked Plum Cake        | CD               | PTBC-0002                                                                  | 195位      | NON SUGAR                                                              |            |
| メジャー盤 |                |                        |                  |                                                                            |            |                                                                        |            |
| 1st        | 2016年6月1日   | HEROES                 | CD+DVD CD        | ESCL-4636/7(初回生産限定盤) ESCL-4638(通常盤) ESCL-4639(期間生産限定盤)    | 33位       | パトスとエートス                                                       |            |
| 2nd        | 2016年9月7日   | Maybe                  | CD+DVD CD        | ESCL-4681/2(初回生産限定盤) ESCL-4683(通常盤) ESCL-4684(期間生産限定盤)    | 54位       | パトスとエートス                                                       |            |
| 3rd        | 2017年11月15日 | カフネ                 | CD+DVD CD CD+DVD | ESCL-4926/7(初回生産限定盤) ESCL-4928(通常盤) ESCL-4929/30(期間生産限定盤) | 71位       | the Sun                                                                |            |
| 4th        | 2019年1月9日   | Lonely Go!             | CD+DVD CD        | ESCL-5145/6(初回生産限定盤) ESCL-5147(通常盤) ESCL-5148(期間生産限定盤)    | 54位       | MEME                                                                   |            |
| 5th        | 2019年11月20日 | パラダイムシフト       | CD+DVD CD        | ESCL-5290/1(初回生産限定盤) ESCL-5292(通常盤)                              | 124位      | orbit                                                                  |            |

### 配信限定シングル
|     | 発売日         | タイトル               | 規格                   |
| --- | -------------- | ---------------------- | ---------------------- |
| 1st | 2015年5月6日   | Absolute Zero          | デジタル・ダウンロード |
| 2nd | 2018年10月28日 | Lonely Go!(アニメver.) | デジタル・ダウンロード |

### ミニアルバム
|                | 発売日         | タイトル             | 規格           | 規格品番                                      | 最高位         |                |
| インディーズ盤 | インディーズ盤 | インディーズ盤       | インディーズ盤 | インディーズ盤                                | インディーズ盤 | インディーズ盤 |
| -------------- | -------------- | -------------------- | -------------- | --------------------------------------------- | -------------- | -------------- |
| 1st            | 2014年3月12日  | 彼女はゼロフィリア   | CD             | XQLU-1002                                     | 109位          |                |
| 2nd            | 2015年11月25日 | シュレディンガーの猫 | CD             | DDCB-14039                                    | 100位          |                |
| メジャー盤     |                |                      |                |                                               |                |                |
| 1st            | 2017年7月5日   | SUNNY SIDE UP        | CD+DVD CD      | ESCL-4877/8(初回生産限定盤) ESCL-4879(通常盤) | 80位           |                |
| 2nd            | 2020年2月26日  | orbit                | CD+DVD CD      | ESCL-5350/1(初回生産限定盤) ESCL-5352(通常盤) | 181位          |                |

### アルバム
|                | 発売日         | タイトル         | 規格           | 規格品番                                      | 最高位         |                |
| インディーズ盤 | インディーズ盤 | インディーズ盤   | インディーズ盤 | インディーズ盤                                | インディーズ盤 | インディーズ盤 |
| -------------- | -------------- | ---------------- | -------------- | --------------------------------------------- | -------------- | -------------- |
| 1st            | 2013年6月5日   | NON SUGAR        | CD             | XQLU-1001                                     | 179位          |                |
| 2nd            | 2014年12月3日  | Brian the Sun    | CD             | DDCB-14031                                    | 107位          |                |
| メジャー盤     |                |                  |                |                                               |                |                |
| 1st            | 2017年1月11日  | パトスとエートス | CD+DVD CD      | ESCL-4682/3(初回生産限定盤) ESCL-4784(通常盤) | 44位           |                |
| 2nd            | 2018年1月10日  | the Sun          | CD+DVD CD      | ESCL-4952/3(初回生産限定盤) ESCL-4954(通常盤) | 49位           |                |
| 3rd            | 2019年3月13日  | MEME             | CD+DVD CD      | ESCL-5188/9(初回生産限定盤) ESCL-5190(通常盤) | 110位          |                |

### ベストアルバム
|     | 発売日        | タイトル    | 規格          | 規格品番                                                   | 最高位 |
| --- | ------------- | ----------- | ------------- | ---------------------------------------------------------- | ------ |
| 1st | 2020年12月2日 | BEST PARADE | CD+Blu-ray CD | ESCL-ESCL-5457/5458(初回生産限定盤) ESCL-ESCL-5459(通常盤) |        |

## タイアップ
| 起用年 | タイトル             | タイアップ先                                                             |
| ------ | -------------------- | ------------------------------------------------------------------------ |
| 2015年 | Absolute Zero        | 映画『ハッピーランディング』主題歌                                       |
| 2015年 | シュレディンガーの猫 | テレビ朝日系全国放送『musicる TV』11月度オープニングテーマ               |
| 2016年 | HEROES               | MBS・TBS系アニメ『僕のヒーローアカデミア』エンディングテーマ             |
| 2016年 | Maybe                | UHFアニメ『甘々と稲妻』エンディングテーマ                                |
| 2016年 | しゅがーでいず       | 『VANS 2016 Fall＆Winter』イメージソング                                 |
| 2016年 | パトスとエートス     | TBS系テレビ『SUPER SOCCER』12月・1月エンディングテーマ                   |
| 2017年 | Sunny side up        | テレビアニメ「兄に付ける薬はない!」主題歌                                |
| 2017年 | ねこの居る風景       | テレビアニメ「ねこねこ日本史」エンディングテーマ                         |
| 2017年 | 隼                   | TBS系テレビ「ランク王国」8月・9月オープニングテーマ                      |
| 2017年 | カフネ               | NHK総合テレビアニメ「3月のライオン」第2シリーズエンディングテーマ        |
| 2018年 | boys                 | Amazonオリジナルドラマ「紺田照の合法レシピ」オープニングテーマ           |
| 2018年 | Winter Train         | TBS系テレビ「王様のブランチ」2月度エンディングテーマ                     |
| 2018年 | ポラリス             | テレビアニメ「ねこねこ日本史」オープニングテーマ                         |
| 2018年 | Lonely Go!           | テレビアニメ「BORUTO-ボルト- NARUTO NEXT GENERATIONS」オープニングテーマ |
| 2019年 | パラダイムシフト     | テレビアニメ「真・中華一番！」エンディングテーマ                         |

## ミュージックビデオ
| 監督       | 曲名                                                   |
| ---------- | ------------------------------------------------------ |
| 番場秀一   | 「パトスとエートス」「しゅがーでいず」                 |
| 松村祐治   | 「Maybe」                                              |
| bait       | 「HEROES」「神曲」                                     |
| 木本健太   | 「シュレディンガーの猫」「the Sun」                    |
| 斎藤渉     | 「ロックンロールポップギャング」「彼女はゼロフィリア」 |
| 丸茂哲夫   | 「Suitability」「キャラメルパンケーキ」                |
| 安田瑛己   | 「Baked Plum Cake」「Sister」                          |
| ラレコ     | 「Sunny side up」                                      |
| 河村友宏   | 「ねこの居る風景」                                     |
| 谷崎慎太郎 | 「カフネ」                                             |
| 宝来忠昭   | 「boys」                                               |
| 不明       | 「Lonely Go!」                                         |

## 主な出演イベント
2008年
8月 - 閃光ライオット
2009年
10月 - MINAMI WHEEL09
2010年
4月 - フィリピンマニラのA*FEST
8月 - どロック!
11月 - MINAMI WHEEL10
2011年
7月 - 見放題2011
10月9日 - BURNOUT SYNDROMES「新世界方面ツアー」FINAL
2012年
7月 - 見放題2012
7月5日 - 平成2年の会
9月15日 - Yuya Tsuji Presents ETERNAL ROCK CITY.2012
10月14日 - MINAMI WHEEL12
11月4日 - 5th Anniversary 閃光ライオット2012 感謝祭!!
2013年
4月20日 - 宇宙フェス
6月9日 - SAKAE SP-RING 2013
8月9日 - TREASURE05X 2013 10th Anniversary
10月12日 - MINAMI WHEEL 2013
10月20日・21日 - みそっかす3rdアルバムリリースツアー「みそパニッククーデター」
11月9日 - THEラブ人間 presents『下北沢にて '13』
12月28日 - Qaijff6ヶ月連続企画「for the future 0412」vol.6
12月29日 - 年末ロックフェスRADIO CRAZY
2014年
2月25日 - 『音速ライン』×『LOFT』新宿5DAYS
3月4日 - 異音サプライズ vol.5
3月23日 - OTOEMON FESTA 2014
4月5日 - Yuya Tsuji Presents ETERNAL ROCK CITY.2014
5月3日 - OTOSATA Rock Festival 2014
5月9日 - BURNOUT FAIR in NAGOYA
5月15日 - GLICO LIVE NEXT
5月24日 - FM NORTH WAVE & WESS presents IMPACT!VI(Powered By Radio WE!)
6月4日 - ココロオークション presents 「七色のダイス」レコ発
6月7日 - SAKAE SP-RING 2014
6月17日 - スペースシャワー列伝～第九十八巻～快翔（かいしょう）の宴
7月4日 - phonon presents "拝啓 この唄を書いたあなたへ" release event ～Frothy Days～
7月10日・19日 - VINTAGE LEAGUE TOUR 2014
8月4日 - SHELTER presents BATTLE 60×60～真夏のライブ合戦2014～
8月8日 - onion night!Weekly Jack!2014×梅田シャングリラ9周年祭
8月22日 - ROCK KIDS 802 ラジ友夏祭り ～THE MUSIC CAMP 2014～
8月23日 - TREASURE05X 2014 ～the beginning of starlight～
9月3日 - SHINJUKU LOFT PRESENTS「ENDSCAPE vol.1」x ircle 1st full album release tour「i しかないのか？」合同イベント
9月7日 - 真摯指針-バーミーフェスSENDAI
9月10日 - ぼくらのウォーゲーム　supported by SEMTH
10月12日 - MINAMI WHEEL 2014
10月18日 - bobupvol.16　 bobup3周年SPECIAL!
10月19日 - EROFES-Extra-
10月24日 - JIJI RECORDS presents「秒速タイムライン vol.1」
11月1日 - 大阪産業大学学園祭
11月3日 - 大阪芸術大学学園祭
11月20日 - 「ヘッドフォンミュージック」リリース記念自主企画名古屋編 〜ヘッドホンちゃうよ、ヘッドフォンやで〜
11月24日 - 北陸三県大学軽音サークルバンドバトル ROCK F.I.T.2014
11月28日 - スペースシャワー列伝 - 第124巻 みんなの宴
12月10日 - グッドモーニングアメリカ" inトーキョーシティーツアー2014-2015" ＠水戸LIGHT HOUSE
2015年
1月16日 - コンテンポラリーな生活 レコ発ツアー「ヘドが出る前に」
3月14日 - HAPPY JACK 2015
3月21日 - FX2015
3月22日 - SANUKI ROCK COLOSSEUM 2015
4月5日 - Talking Rock! presents『ニューロック計画!2015』
4月11日 - haruberrylive 2015
5月3日 - VIVA LA ROCK 2015
5月4日 - ミソフェス2015
5月16日 - HEADPHONE CONNECTION 2015
5月30日 - hoshioto'15
6月7日 - SAKAE SP-RING 2015
6月27日 - OTOSATA Rock Festival 2015
6月28日 - FREEDOM NAGOYA 2015
7月4日 - 見放題2015
8月23日 - TREASURE05X
8月26日 - SOUND SHOCK 2015
9月21日 - フリ放題2015
9月23日 - KANSAI LOVERS 2015
10月3日 - MEGA★ROCKS 2015
10月12日 - MINAMI WHEEL 2015
10月17日 - ETERNAL ROCK CITY.2015
10月24日 - BOROFESTA 2015
11月22日 - 音エモンpresents 「LIVE BURGER vol.12 -大阪編-」
11月28日 - タワーレコード神戸店presents「神戸心中」 supported by onion night!
2016年
1月10日 - ミソフェス2016
1月30日 - BOMBER-E ROCK NIGHT SPECIAL LIVE
2月18日 - MUSIC GOLD RUSH FEST Vol.01
3月19日 - HAPPY JACK 2016
3月20日 - F-X 2016
3月21日 - SANUKI ROCK COLOSSEUM 2016
4月2日 - YON FES 2016
5月28日 - hoshioto'16
6月1日 - FM802 27th FUNKY BIRTHDAY ～ 27歳と音楽～
6月4日 - SAKAE SP-RING 2016
7月16日 - JOIN ALIVE 2016
7月23日 - Talking Rock! FES.2016
8月14日 - ROCK IN JAPAN FESTIVAL 2016
8月21日 - TREASURE05X
9月17日 - イナズマロック フェス 2016
9月18日 - KANSAI LOVERS 2016
9月21日 - 激ブライアンカナブンブン丸 ～Season II～ 9月25日 - SHINJUKU LOFT 40TH ANNIVERSARY MUSIC FES DREAM MATCH 2016
10月1日 - MEGA★ROCKS 2016
10月15日 - 夢チカLIVE VOL.114×No Maps
12月24日 - MERRY ROCK PARADE 2016  12月28日 - FM802 RADIO CRAZY
2017年
1月8日 - ミソフェス2017
1月30日 - BOMBER-E ROCK NIGHT SPECIAL LIVE
6月25日 - NEKOFES 2017
7月23日 - MURO FESTIVAL 2017
8月19日 - TREASURE05X 2017

## ラジオ
- ヒロとハルキの「オトナのWonderland」（2018年10月2日 ‐ 2019年3月25日、TOKYO FM、毎週火曜25:00 ‐ 25:30） ‐ 白山のみレギュラーパーソナリティ[10]
- MIDNIGHT RUNWAY（2019年4月7日 ‐ 、ZIP-FM、毎週日曜24:00 ‐ 24:30） ‐ 白山のみレギュラーパーソナリティ[11]

### インタビュー
- Skream!(2015年11月)
- Skream!(2014年12月)
- JUNGLELIFE(2014年12月)
- ナタリー(2014年11月)
- Skream!(2014年3月)
- KIJIMA SEMINAR(2014年2月)
- Rooftop(Brian the Sun×KANA-BOON)(2013年5月)
- Rooftop(2013年3月)
- JUNGLELIFE(2013年)
- Rooftop(2012年6月)
- Fireloop Magazine(2011年8月)
- Fireloop Magazine(2010年11月)